# Vorgrundierung

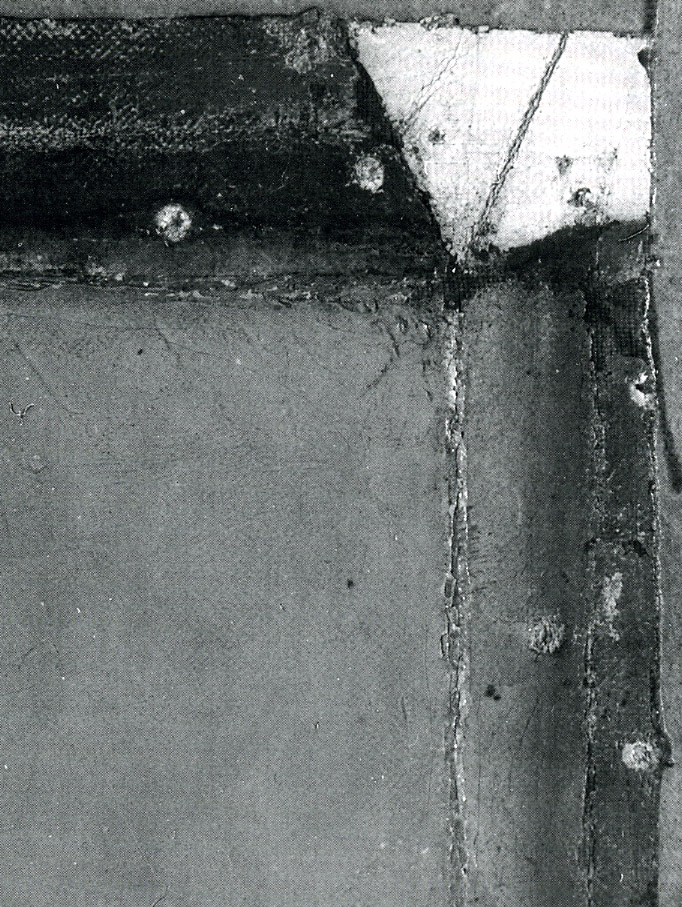
Eine vorgrundierte Leinwand muss zum Aufspannen auf den Spann-/Keilrahmen an den Ecken "eingefaltet" werden. Dieser Bereich ist dann besonders geschützt vor Umwelteinflüssen, sodass sich hier die ursprüngliche weiße Farbe der Vorgrundierung erhalten hat.

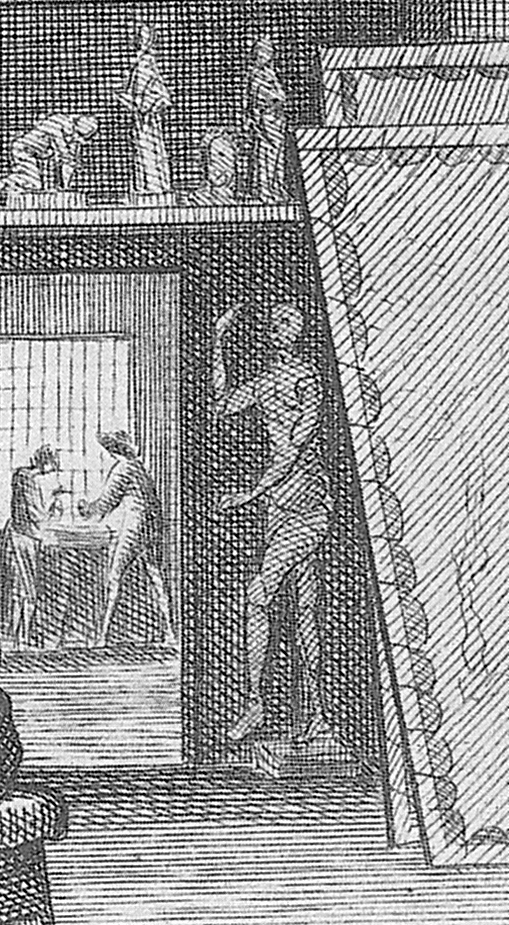
Die Leinwand wurde mit einem durchlaufenden Faden auf einen großen Spannrahmen gespannt und dann grundiert. Nach dem Trocknen der Grundierung wurde die Leinwand in die für die Leinwandgemälde benötigten Stücke zerschnitten und diese auf einen Spann-/Keilrahmen aufgenagelt.

Die Vorgrundierung ist ein Verfahren zur rationellen Herstellung grundierter textiler Bildträger (Leinwandgemälde). Die Leinwand für ein Gemälde wurde nicht mehr einzeln grundiert, sondern etwa seit Mitte des 17. Jahrhunderts aus einem auf einem übergroßen Spannrahmen gespanntes und grundiertes Gewebe in der gewünschten Größe herausgeschnitten. Zur Bemalung wurde das vorgrundierte Leinwandstück auf einen Spannrahmen oder Keilrahmen aufgenagelt, in unserer Zeit „aufgetackert“. Im 17. und 18. Jahrhundert geschah dies überwiegend noch durch Hilfskräfte in der Werkstatt des jeweiligen Künstlers, während seit dem 19. Jahrhundert vorgrundierte Leinwände überwiegend in Bahnen industriell hergestellt und zum Kauf angeboten wurden.
Im 19. Jahrhundert enthielten die Grundierungen als Füllstoff und Farbmittel neben Kreide, Kaolin und Bleiweiß auch Zinkweiß und Barytweiß. Als Bindemittel diente Glutinleim, dem immer ein hoher Anteil eines trocknenden Öles zugegeben wurde, um die Grundierung für den Verkauf möglichst lange elastisch zu halten und sie gerollt lagern zu können. Um den „Trocknungsvorgang“ des Öles zu beschleunigen, setzte man Sikkative zu, mit dem Ergebnis, dass die Grundierung mit der Zeit nicht nur nachdunkelte, sondern auch spröde und brüchig wurde. Zusammengefasst gesagt, waren diese vorgrundierten Leinwände nicht unproblematisch für die darauf liegende Malerei.

## Entwicklung
Dass Bildträger von den Künstlern nicht nur in der eigenen Werkstatt grundiert wurden, sondern zu „Bereitern“, Spezialisten mit eigener Werkstatt, gegeben und damit quasi vorgrundiert wurden, ist durch einen Brief Albrecht Dürers (1507) an Jakob Heller, dem Auftraggeber des sogenannten Heller-Altars, bekannt.
In den Quellenschriften erwähnt Théodore de Mayerene 1620 in London einen „imprimeur“. 1654 bezeugte der „Leinwandgrundierer“ Peeter van Nesten, dass er 20 Jahre für den Maler Thomas Bosschaert (1614–1654) Leinwände grundiert habe. Seit 1668 werden vorgrundierte Leinwände in England erwähnt.

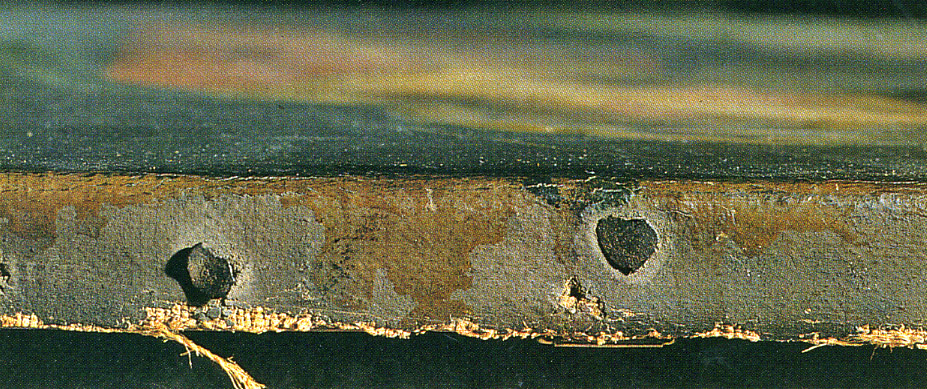
Farbige Grundierungen findet man häufig bei Gemälden, die im 18. Jahrhundert entstanden.

Farbige Grundierungen, meist rot oder rotbraun (Bolusgrund), findet man häufig bei Gemälden, die im 18. Jahrhundert entstanden. Weiße Vorgrundierungen gibt es erst seit dem 19. Jahrhundert. Damit können vorgrundierte Leinwände, in einem gewissen Umfang, zur Eingrenzung des Alters eines Gemäldes beitragen (Terminus post quem).